# Gare de Hachiōji
La gare de Hachiōji (八王子駅, Hachiōji-eki) est une gare ferroviaire de la ville de Hachiōji, dans la  préfecture de Tokyo au Japon. La gare est desservie par les lignes Chūō, Hachikō et Yokohama de la JR East.

## Situation ferroviaire
La gare de Hachiōji est située au point kilométrique (PK) 47,4 de la ligne Chūō. Elle marque le début de la ligne Hachikō et la fin de la ligne Yokohama.

## Histoire
La gare a été inaugurée le 1er avril 1939.

## Services aux voyageurs

### Accès et accueil
La gare dispose d'un bâtiment voyageurs, avec guichet, ouvert tous les jours.

### Desserte
- Ligne Hachikō :

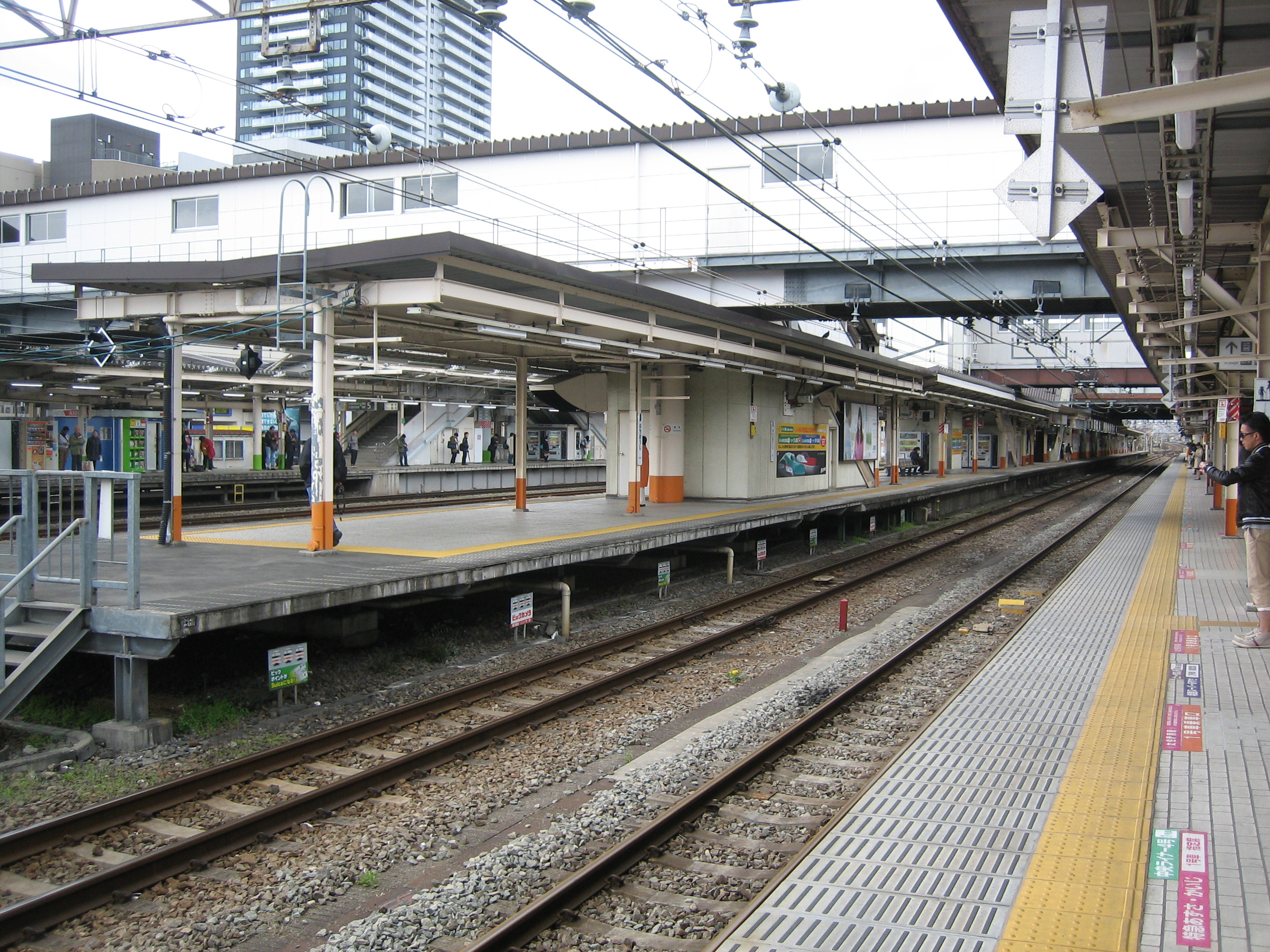
Vue des quais de la gare

  - voie 1 : direction Haijima et Komagawa (interconnexion avec la ligne Kawagoe pour Kawagoe)
- Ligne Chūō :
  - voie 2 : direction Shinjuku et Tokyo
  - voie 4 : direction Takao et Kōfu
- Ligne Yokohama :
  - voie 5 et 6 : direction Hashimoto (interconnexion avec la ligne Sagami pour Chigasaki) et Higashi-Kanagawa

### Intermodalité
La gare de Keiō-Hachiōji sur la ligne Keiō est située à environ 400 m au nord-est.